# Pieter-Jozef de Ré
Pieter-Jozef de Ré (Roeselare, 2 oktober 1757 - Oostnieuwkerke, 11 september 1833) was een Belgisch rooms-katholiek priester, taalkundige en polemist.

## Levensloop
Na studies bij de augustijnen in Roeselare en in het Seminarie in Brugge, werd De Ré in 1791 tot priester gewijd. Hij was toen al vierendertig. Hij werd onderpastoor in Hooglede (1792-1807), waarvan hij een periode als ondergedoken priester doorbracht. In 1807 werd hij pastoor in Oostnieuwkerke en bleef dit tot aan zijn dood. In de pastorie van deze parochie opende hij een kostschool voor jongens die zich voorbereidden op het priesterschap.
De taalstrijd woedde hevig in het begin van de negentiende eeuw, vooral in West-Vlaanderen, waarbij het (West-)Vlaams verdedigd werd tegen de heersende Hollandomanie. Na de vereniging van de Nederlanden in 1814, werd de strijd alleen maar heviger. In Vlaanderen vreesde men de doorbraak van de Siegenbeekspelling en van de Weilandgrammatica en werd dit aanzien als een bedreiging voor het Vlaamse taalgebruik. Taalkundigen zoals Leo de Foere of Pieter Behaeghel ijverden anderzijds voor een taalcompromis, waarbij het Zuiden inspraak moest hebben. Dit ging niet door, want in het Noorden hield men strak vast aan het Siegenbeek- en Weiland-Nederlands.
In 1820 ontstond een hevige twist in de Brugse pers voor en tegen de zienswijzen van Behaeghel. Het bewoog er De Ré toe om zijn ideeën hierover te publiceren. Hij stelde zijn eigen spelling voor, die zowel afweek van de Hollandse spelling als van de in de Zuidelijke Nederlanden meestal gebruikte Des Rochesspelling. Hij vertrok van de grondgedachte dat men de woorden zo eenvoudig mogelijk moest spellen, met weglating van overtollige letters. Hij was hierin echter niet standvastig en evenmin altijd logisch en consequent. Zijn voorstellen waren dan ook niet goed begrijpelijk en kenden weinig succes.
De publicaties door De Ré getuigen van zijn brede belangstelling, die heel wat verder reikte dan alleen maar de spellingspolemieken. Hij interesseerde zich voor het stevenisme, voor de discussies over het primaatschap van de paus en voor de geschiedenis van de Katholieke Kerk. Evenzeer interesseerde hij zich voor sterrenkunde en publiceerde over 'bloedregen', over 'staartsterren' en over de boodschap die deze fenomenen volgens hem inhielden. Ook over deze onderwerpen waren de polemieken met Leo de Foere hevig.

## Publicaties
- Eléments de la logique, 1817.
- Gronden der Nederlandsche Spel- en Taalkonst (...), Roeselare, David Van Hee, 1820.
- De Roomsch-katholijken en de Défense van Lamennais, 1824.
- Brief aen eenen vriend op eenige beslissingen van den Spectateur Belge, z.d.
- Les deux amis ou Dialogue sur quelques points de doctrine de M. Laurentis, z.d.
- Oordeelkundig onderzoek wegens de afgelegentheyt, grootheyt, loop der zon en andere hemelsche lichamen, volgens de stelling der oude en hedendaegsche sterrekunde, z.d.
- Het Leven en bloedgetuygenis van den heiligen Petrus, prins der heylige Apostelen, z.d.
- Het Kort begrip der heylige en kerkelyke geschiedenis, sedert den dood van den heyligen Petrus tot Leo XII, z.d.
- Petite Grammaire Français-Flamand, z.d.
- Het Leven van Johanna de Valois in het Vlaemsch vertaald, z.d.

### Tijdgenoten
- F.D. VAN DAELE, Tydverdryf. Onderzoek op de Nederduytsche Spraakkonst, Ieper, 1805-1806.
- Ph. Jac. DE NECKERE, Bewerp van Vlaemsche  Spelling, Ieper, 1815.
- Pieter BEHAEGHEL, Nederduytsche Spraekkunst, Brugge, 1815-1817.
- David DE SIMPEL, Taelkundige tweespraek, Ieper, 1827.

### Geschiedenis
- C. F. TANGHE, Beschryving van Oostnieuwkerke, Roeselare, 1857.
- E. DE BOCK, Ondergang en Herstel of het ontstaan van de 'Vlaamse Beweging, Antwerpen, 1970.
- Jozef HUYGHEBAERT, De polemieken van P. J. de Ré en Leo de Foere: een generatieconflict bij de Westvlaamse clerus (1815-1823), in: Rollariensia, 1971.
- Jozef HUYGHEBAERT, Pieter-Jozef De Ré en de spellingskwestie, in: Biekorf, 1972.
- Hendrik DEMAREST, Pieter-Jozef De Ré, in: Lexicon van Westvlaamse schrijvers, Tielt, 1986.
- Walter COUVREUR & Roland WILLEMYNS, Spellingsoorlog, in: Nieuwe Encyclopedie van de Vlaamse Beweging, Tielt, 1998.